# 376. п. н. е.

## Догађаји
- Битка код Наксоса - део Беотијског рата